# Декада башкирской литературы и искусства в Москве
Декада башкирской литературы и искусства в Москве  — показ достижений башкирского искусства и литературы, одна из форм обмена творческим опытом и показа достижений между деятелями искусства и литературы. Проходила с 27 мая по 5 июня 1955 года. Декада стала своеобразным итогом развития культуры Башкортостана в послевоенное десятилетие.  

## История
СССР являлось многонациональным государством. Для показа достижений искусства народов СССР в Москве регулярно проводились декады национального искусства. С 1936 по 1960 года было проведено 35 декад национального искусства, искусства и литературы всех союзных республик СССР и национальных автономных республик (БАССР, ТАССР, Якутской АССР и др.).
Декада башкирской литературы и искусства в Москве должна была состояться еще до Великой Отечественной войны, в 1942 году, потом в 1953 году, однако сроки все время по разным  причинам откладывались. Для подготовки к несостоявшимся декадам художники работали над картинами тематики строительства социализма и дружбы народов: «Ленин и Сталин - организаторы Советской Башкирии», «Встреча Салавата с Пугачевым», «Пушкин среди башкир», «Н. К. Крупская в Уфе», «А. М. Горький и Мажит Гафури», «Второе Баку», «Кумыс в Башкирии» и др. Для выявления народных талантов были организованы бригады Управления по делам искусств. Ими в Баймакском, Абзелиловском и Матраевском районах БАССР было просмотрено около 2 тысяч исполнителей, и отобрано для участие в декаде 142 человека, включая певцов, танцоров, кураистов, актеров, импровизаторов, вышивальщиц и др.
Для подготовки организуемой послевоенной декады была проведена серьезная работа. В Башкортостане была создана правительственная комиссия под председательством заместителя председателя Совета Министров БАССР С. Ф. Саитбатталова.  Совет Министров БАССР обязал Министерство промышленных товаров народного потребления БАССР сшить для артистов 210 пар мужских и женских сапог из хрома и кирзы,  Башкирский обком ВКП(б) рассматривал и утверждал репертуар башкирских театров для показа в Москве.  В декаде принимало участие около 2 тысяч представителей культуры и искусства Башкирской АССР.
На состоявшейся в 1955 году декаде участвовали члены Союза писателей БАССР, Союза композиторов БАССР, Союза художников БАССР, артисты башкирских театров (Башкирский государственный театр оперы и балета, Башкирский академический театр драмы имени Мажита Гафури) и творческие коллективы БАССР, включая Башкирский государственный ансамбль народного танца им. Ф. Гаскарова, хор нефтяников города Ишимбая, хоры Макаровского и Учалинского районов БАССР, хоры Башкирского государственного театра оперы и балета, Башкирской филармонии;  музыканты Н. Х. Аллаярова, А. С. Бувакина, И. Ш. Дильмухаметов и др.
Мероприятия декады проходили в Колонном зале Дома союзов, Государственной библиотеке СССР им. В.И.Ленина, в Московском государственной университете, на сценах  Московских театров, в выставочном зале Союза художников СССР, Центральном доме литераторов Союза писателей СССР, Доме актёра ВТО, Большом театре.
Башкирские писатели Г. Амири, З. А. Биишева, М. Карим, С. Кудаш, Н. Наджми, Р. Нигмати,  Ш. Биккула, А. Г. Бикчентаева, К. Даян  выступали на читательских конференциях в библиотеках города, на московских предприятиях.
Башкирские театры на сценах театров Москвы ставили свои спектакли: “Ваня ағай" (“Дядя Ваня") А. П. Чехова, “Ҡара йөҙҙәр" (“Черноликие") Г. Амири и В. Г. Галимова, “Отелло" У. Шекспира, “Яңғыҙ ҡайын" (“Одинокая берёза") М. Карима Башкирского театра драмы; оперы “Царская невеста" Н. А. Римского-Корсакова, “Салават Юлаев", балеты “Журавлиная песнь", “Лауренсия" А. А. Крейна Башкирского театра оперы и балета.
В выставочном зале Союза художников и Доме актеров ВТО состоялись выставки работ художников и скульпторов: В. П. Андреева, М. Н. Арсланова, Р. Г. Гумерова, К. С. Девлеткильдеева, Б.Ф. Домашникова, М. Н. Елгаштиной, Г. Ш. Имашевой, Р. У. Ишбулатова, А. А. Кузнецова, А. П. Лежнева, Т. П. Нечаевой, А. Э. Тюлькина, И.И. Урядова. Центральным полотном выставки в выставочном зале была работа художника А. А. Кузнецова «Допрос Салавата Юлаева».
Заключительный концерт декады состоялся  в Большом театре.  В концерте башкирские мастера показали народные произведения - песни, танцы, исполнялась классическая музыка башкирских композиторов.
В ходе декады было исполнено 24 оперных, балетных и драматических спектакля, состоялись три концерта с участием симфонического оркестра, два камерных концерта. Декада освещалась центральными и башкирскими СМИ.
В последующие годы Декады и дни башкирского искусства проходили в Санкт-Петербурге (1964, 1969, 2001), Москве (1987, 1997); Украине (1970, 1978), Казахской ССР (1976); ТАССР (1960, 1989), Якутской АССР (1973, 1978), Чувашии (1975, 2001), в Стамбуле (2006) и др. В свою очередь, в Башкортостане проходили Неделя татарской литературы (1960); Дни якутской литературы и искусства (1972), украинской (1979), каракалпакской (1977), казахской (1977) литератур и др.

## Награды
7 и 8 июня 1955 года вышли Указы Президиума Верховного Совета СССР и Башкирской АССР о награждению участников декады.
Участники Декады башкирской литературы и искусства в Москве были  награждены орденом Ленина (6 человек), орденом Трудового Красного Знамени (24), орденом «Знак Почета» (68),  медалью «За трудовое отличие» (97).
Звание Народный артист СССР присуждено артисту  Башкирского академического театра драмы А. К. Мубарякову и балерине З. А. Насретдиновой.